# Bokermannohyla pseudopseudis
Espèce
Synonymes
- Hyla pseudopseudis Miranda-Ribeiro, 1937

Statut de conservation UICN

 LC  : Préoccupation mineure
Bokermannohyla pseudopseudis est une espèce d'amphibiens de la famille des Hylidae.

## Répartition
Cette espèce est endémique du Brésil. Elle se rencontre au-dessus de 1 200 m d'altitude dans les hauts plateaux des États du Goiás, du Minas Gerais et du District fédéral.

## Publication originale
- Miranda-Ribeiro, 1937 : Alguns batracios novos das colecções do Museu Nacional. O Campo, vol. vol 8, p. 66-69.